# 戦ふ兵隊
『戰ふ兵隊』（たたかうへいたい）は、1939年（昭和14年）に製作された日本のドキュメンタリー映画である。亀井文夫 監督、東宝映画文化映画部 製作。内容が厭戦的と問題となり、検閲の上で上映は不許可となり、公開禁止となった。その後ネガは処分され、幻の映画とされていた。白黒映画、80分だが現存するのは66分のみ。

## 解説

### 撮影
1937年（昭和12年）に始まる日中戦争下に戦意高揚を目的として、陸軍省報道部の後援の元、東宝映画文化映画部（のちの日本映画新社の前身の一部門）が企画製作した。既に『上海 -支那事変後方記録-』などの戦記ドキュメンタリー映画を監督した実績がある亀井が監督に抜擢され、撮影は、監督の亀井をはじめ、カメラマンの三木茂、瀬川順一、録音技師の藤井慎一らが約5ヶ月武漢作戦に従軍して撮影された。亀井は、当時のニュース映画や戦争映画に、兵隊が城壁の上で日の丸を振って万歳三唱する映画が氾濫していたため、これらとは違う映画を作ろうと考えていた。陸軍からの支援が少なかったことも、戦闘シーン中心の構成を変更するきっかけになったという。
亀井は、戦争の中絶を内心願っていたのは確かだが、撮影で中国人と触れ合う中で「戦争で苦しむ大地、そこに生きる人間（兵隊も農民も）、馬も、一本の草の悲しみまでものがさずに記録したいと努力した」に過ぎず、本作が公開禁止になるとは思ってもいなかった。東宝内では、1日に数回の試写会が1ヶ月もかけて行われ、本作を見た多くの人物が共感した。桜井忠温（陸軍少将、小説『肉弾』の作者）や小松清も、亀井に賞賛と激励を送った。

### 検閲・公開禁止へ
しかし、こうした亀井の思いで製作された本作は、「家を焼き払われた子供たち」「ぼろぼろの軍旗を前に閲兵」「夫の死も知らずに送られた妻の手紙を読む戦友」などが登場する、当時の日本軍を描いた映画ではかなり異質な作品となった。こうした内容が、内務省の検閲（日本における検閲参照）で厭戦的な描写であり”コミンテルンの指令による、新しいかたちの反戦的芸術”、”『戦ふ兵隊』どころか『疲れた兵隊』”、などと曲解、あるいは問題視され、映画は上映不許可となり、ネガは処分された。

## 公開禁止以降
亀井は、1941年（昭和16年）に治安維持法違反容疑で逮捕・投獄されて監督免許を剥奪されるが、その理由のひとつがこの映画であった。戦後、釈放された亀井は、1946年（昭和21年）に昭和天皇の戦争責任を追及した『日本の悲劇』を製作したが、これもGHQの再検閲により、公開禁止の憂き目に会っている。
ネガが処分されたこともあり、戦後長らく幻の映画とされていたが、1975年（昭和50年）に1本のポジフィルムが発見される。以来、上映会やビデオ化、DVD化を通して、日本映画史上の重要な作品であると再認識されるに至った。ただし、オリジナルのネガが現存しないため、戦死した兵士を火葬するシーンが現存していない。同年4月13日に放送された、朝日放送テレビ（NETテレビ系列）の記録映画番組「ドキュメント昭和」第2話として、「検閲不合格映画・戦ふ兵隊」というテーマで、この映画のダイジェストシーンと、なぜ上映禁止になったのかについて追及する内容が放送された（レポーター:佐藤忠男、司会・ナレーター:三国一朗）。

## スタッフ
- 製作総指揮 - 松崎啓次
- 監督 - 亀井文夫
- 撮影 - 三木茂、瀬川順一
- 音楽 - 古関裕而
- 字幕 - 進八郎
- 録音 - 藤井慎一
- 製作協力 - 陸軍省
- 製作 - 東宝映画 文化映画部